# Beautifully Ordinary
Beautifully Ordinary è il secondo album in studio della cantante australiana Tones and I, pubblicato il 2 agosto 2024 da Bad Batch Records.

## Tracce
Testi e musiche di Toni Watson, eccetto dove indicato.
1. To Be Loved – 5:05
2. Lose Someone Like Me – 4:06
3. I Get High – 4:20
4. We'll See Stars – 3:50
5. Dance with Me – 3:45
6. Figure It Out – 4:25
7. Wonderful – 3:47 (Watson, Rick Nowels)
8. Raise Me Up – 4:34
9. Dreaming – 3:28 (Watson, Sam Nelson Harris)
10. You Don't Know Me Like That – 3:53
11. John Doe – 3:35 (Watson, Nowels)
12. Sorrento – 4:44
13. Need You to Love Me – 3:58
14. Only One – 3:48
15. Live Without Your Love – 3:34 (Watson, Joshua Karp)
16. Call My Name – 2:41 (Watson, Jenna Andrews, Stephen Kirk)

## Classifiche
| Classifica (2024) | Posizione massima |
| ----------------- | ----------------- |
| Australia         | 1                 |